# Поздняя Лян (Южные династии)
Дина́стия По́здняя Лян (кит. трад. 後梁, упр. 后梁, пиньинь Hòu Liáng) — одна из Южных династий в Китае со столицей в городе Цзянлин (江陵), просуществовавшая в период 555 — 587 годов. Чаще употребляется её другое название — Западная Лян (кит. упр. 西梁, пиньинь Xī Liáng). Некоторые историки считают данную династию продолжением династии Лян и не выделяют её отдельно.

## История
После того, как в 554 году войска династии Западная Вэй штурмом овладели Цзянлином и убили Юань-ди, лянскому вану Сяо Ча (蕭詧) был в 555 году пожалован титул императора. Сяо Ча, однако, был обязан признать себя вассалом Западной Вэй. Из-за своего малого размера (владения династии включали лишь город Цзянлин, прилегающие к нему несколько уездов и около 800 деревень) Поздняя Лян в разное время была вассалом Западной Вэй, Северной Чжоу и Суй. Тем не менее, Поздняя Лян позиционировала себя как законный наследник Южных династий и противопоставляла себя династии Чэнь. Культурное развитие династии находилось на довольно высоком уровне, поскольку Поздняя Лян во многом унаследовала культуру предшествующей династии [Южная] Лян.
Императорами Поздней Лян были: Сяо Ча (Сюань-ди), Сяо Куй (蕭巋, Мин-ди) и Сяо Цун (蕭琮). В 587 году суйский Вэнь-ди, ликвидировав Позднюю Лян, присвоил Сяо Цуну титул Цзюйго-гун (莒國公). Таким образом, просуществовав 33 года, династия Поздняя Лян пала.
Благодаря чрезвычайно почтительному отношению представителей рода Сяо к династиям Северная Чжоу и Суй дочь Сяо Куя (Сяо Хуан-хоу 蕭皇后 или Минь Хуан-хоу 愍皇后, её личное имя неизвестно), стала императрицей суйского Ян-ди. В результате этого члены рода Сяо сохранили значительное влияние при дворе династии Суй. В конечный период династии Суй именно представитель этого рода — Сяо Си (蕭銑) — предпринял попытку свержения Суй и восстановления Лян, однако, несмотря на некоторые успехи, в 621 году потерпел поражение от танского полководца Ли Сяогуна.